# Андреев, Алексей Александрович
Алексей Александрович Андреев (1873—?) — русский военный  деятель, полковник  (1915). Герой Первой мировой войны.

## Биография
В 1891 году  после окончания Второго кадетского корпуса вступил в службу. В 1892 году после окончания Константиновского военного училища по I разряду произведён в подпоручики и выпущен в Финляндский 2-й стрелковый полк. 
В 1896 году произведён в поручики, переведён подпоручиком гвардии в Финляндский лейб-гвардии полк. В 1897 году произведён в поручики гвардии, в 1901 году в штабс-капитаны гвардии, в 1905 году в капитаны гвардии.  
С 1914 года участник Первой мировой войны,подполковник Финляндского 8-го стрелкового полка и штаб-офицер Финляндского 15-го стрелкового полка. С 1915 года полковник, заведующий этапно-транспортной частью штаба 11-й армии. 
7 февраля 1916 года за храбрость награждён Георгиевским оружием: 
За то, что,  состоя в 15-м Финляндском стрелковом полку, в бою 27-го марта 1915 года, искусно организовав атаку противника на высоте 791, во главе батальона прорвался сквозь ряды проволочных заграждений, усиленных фугасами, коротким только штыковым боем заставил противника очистить окопы, захватив два пулемёта, а затем удерживал эту высоту до конца боя, несмотря на многочисленные и отчаянные атаки противника сбить его с этой позиции
После Октябрьской революции 1917 года в Белой армии, в составе ВСЮР. 

## Награды
- Орден Святого Станислава 3-й степени (1909)
- Орден Святой Анны 3-й степени  (1914)
- Орден Святой Анны 4-й степени «За храбрость» (ВП 20.02.1915)
- Орден Святого Владимира 4-й степени с мечами и бантом (ВП 23.03.1915)
- Орден Святого Владимира 3-й степени с мечами (ВП 22.08.1915)
- Георгиевское оружие (ВП 7.02.1916)